# Івасюк Іван Васильович
Іва́н Васи́льович Івасю́к (1879, Хотинський повіт, Бессарабська губернія, Росія — 31 жовтня 1933, Прага) — український економіст, громадсько-політичний діяч Кубані. З 1920 — міністр фінансів уряду Кубані. Також був головою Кубанської української національної ради, що ставила за мету приєднання Кубані до України. На еміграції осів у Чехо-Словаччині, від 1922 викладав в Українській господарській академії у Подєбрадах.

## Життєпис
Закінчив учительський ін-т, вчителював у Катеринославській губернії та на Кубані. Від 1909 — директор кооп. банку «Центросоюз» у м. Катеринодар (нині Краснодар); водночас 1919 — гол. редактор тижневика «Союз» (друк. орган Кубан. центр. союзу установ дрібного кредиту).
Автор праць з економіки, кооперації та банківської справи:
- Рахівництво кредитових товариств. Подєбради, 1924;
- Кубань: економічний нарис. Прага, 1925;
- Кооперативне постачання машин і сировини. Подєбради, 1927;
- Рахівництво виробничих кооперативів. Подєбради, 1927.